# Astragalus acaulis
Astragalus acaulis — вид квіткових рослин з родини бобових (Fabaceae). Ареал охоплює такі країни: Бутан, Китай, Індія, Непал.

## Середовище
Це трав'яниста рослина з товстим коренем, яка росте на сухих схилах, відкритих гірських пасовищах, вологих кам'янистих луках на Бей-на-Шань, альпійських луках, на піску та гравії на відкритих схилах пагорбів, відкритих осипах та уступах скель. Відомо, що A. acaulis зустрічається в альпійських чагарниках та луках Східних Гімалаїв, чагарниках та луках Південно-Східного Тибету, субальпійських хвойних лісах гір Хендуань та екорегіоні альпійських хвойних та змішаних лісів ущелини Ланцан Нуцзян. Вид знайдений на висотах 3500—5182 метрів. Наразі немає відомих серйозних загроз для цього виду. Надмірний випас худоби та витоптування великими стадами худоби (особливо яків) та нерегульований комерційний збір лікарських рослин є основними загрозами біорізноманіттю в екорегіонах.